# 日本ガード
日本ガードとは日本の地域密着型の民間警備会社、及びその通称である。
1. 日本ガード(株)（にっぽんガード）は、東京・小平市の会社。
2. 日本ガード(株)（にほんガード）は、岐阜市の会社。
3. 日本ガード(株)（にほんガード）は、徳島市の会社。
4. 日本ガードサービス(株)（にほんガードサービス）は、福岡市博多区の会社。

当項では、岐阜市の民間警備会社について詳述。
日本ガード株式会社（にほんガード）は、岐阜県を営業エリアとする警備会社。本社を岐阜県岐阜市に置くALSOKの連盟会社。

## 概要
1969年、岐阜県で最初の警備会社として設立された。1970年から綜合警備保障の連盟会社となった。2025年7月16日現社名のALSOK岐阜に商号変更
業務分野としては常駐警備、機械警備、現金輸送、交通誘導、イベント業務などほとんどの警備業務を行う。
ALSOKの商品だけでなく、「あんしん」シリーズ等同社の独自サービスの展開も積極的に行っている。 
県内最大の警備会社であり、岐阜県は警備シェアでALSOKグループがセコムグループを上回る数少ない県である。